# Progress M-11M
Progress M-11M byla ruská nepilotovaná kosmická loď Progress, která odstartovala k Mezinárodní vesmírné stanici 21. června 2011. Loď byla vyrobena konstrukční kanceláří RKK Eněrgija a provozována ruskou kosmickou agenturou Roskosmos. Loď vezla na vesmírnou stanici více než dvě a půl tuny nákladu, včetně vody, jídla, pohonných hmot nebo vědeckých experimentů.

## Start
Progress odstartoval z Bajkonuru 21. června 2011 na raketě Sojuz-U. Po startu se loď dostala na plánovanou oběžnou dráhu a zahájila dvoudenní let k vesmírné stanici.

## Spojení
23. června 2011 došlo k úspěšnému spojení kosmické lodě s vesmírnou stanici na modulu Zvezda. Ke spojení došlo nad východním Kazachstánem. Loď byla řízena automaticky za dohledu posádky Expedice 28.

## Náklad
Celkový náklad kosmické lodě činil 2673 kilogramů. Značnou část tvořilo palivo, voda, jídlo a hardware pro americký segment. Dále loď nesla předměty pro posádku, kyslík nebo vědecké experimenty.

## Zvýšení oběžné dráhy stanice
1. července došlo k znovuzapálení motorů lodě Progress, , čímž se zvýšila oběžná dráha stanice o 3,5 kilometrů na 388,3 kilometrů. Účelem bylo nastavit vhodné podmínky pro přílet raketoplánu STS-135.

## Odpojení a zánik
Progress byl připojen ke stanici do 1. září 2011, kdy došlo k odpojení. Nákladní loď naložená odpadky ze stanice krátce na to vstoupila do atmosféry, kde zanikla.